# Опрети
Опрети (груз. ოფრეთი) — село в Грузии, на территории Марнеульского муниципалитета края (мхаре) Квемо-Картли.

## География
Село находится в юго-восточной части Грузии, на северном склоне Сомхетского хребта, на левом берегу реки Шулавери, вблизи государственной границы с Арменией, на расстоянии приблизительно 27 километров (по прямой) к юго-западу от города Марнеули, административного центра муниципалитета. Абсолютная высота — 1041 метр над уровнем моря.

## Население
По результатам официальной переписи населения 2014 года в Опрети проживало 80 человек (39 мужчин и 41 женщина). В национальной структуре населения грузины составляли 46,3 %, греки – 41 %, армяне – 11,3 %, азербайджанцы – 1,2 %.
| Год  | Население, человек |
| ---- | ------------------ |
| 2002 | 158                |
| 2014 | ↘ 80               |